# Усуль (музыка)
Усуль (араб. أصول‎, «основы») — ритмическая формула в персидской, арабской и тюркской музыке устной традиции, которая повторяется в течение всего произведения. Усули используются в многочисленных восточных странах, на территории бывшего СССР популярны в Таджикистане и Узбекистане.
Усули исполняются в основном на ударных инструментах (обычно мембранных — дойра, нагора), реже — на щипковых.
Происхождение усулей весьма древнее, их описание встречается уже в трактатах аль-Фараби (IX—X века н. э.), Ибн Сины (X—XI века), аш-Ширази (XIII век), Дарвиша Али (XVII век), Сафи-ад-дина Урмави (XIII век). Последний разработал систему записи усулей с использованием табулатур.